# Binz (đô thị)
Binz là một đô thị thuộc huyện Vorpommern-Rügen (trước thuộc huyện Rügen), bang Mecklenburg-Vorpommern, miền bắc nước Đức.

## Gallery

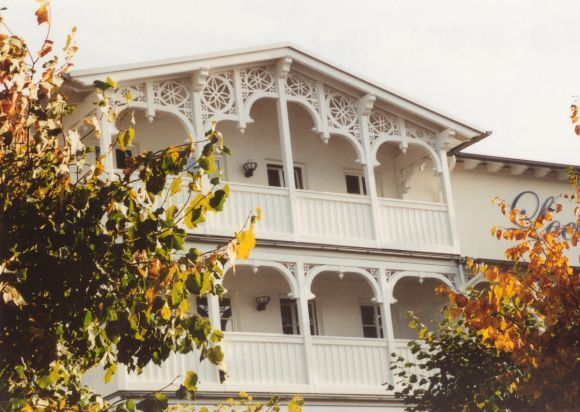
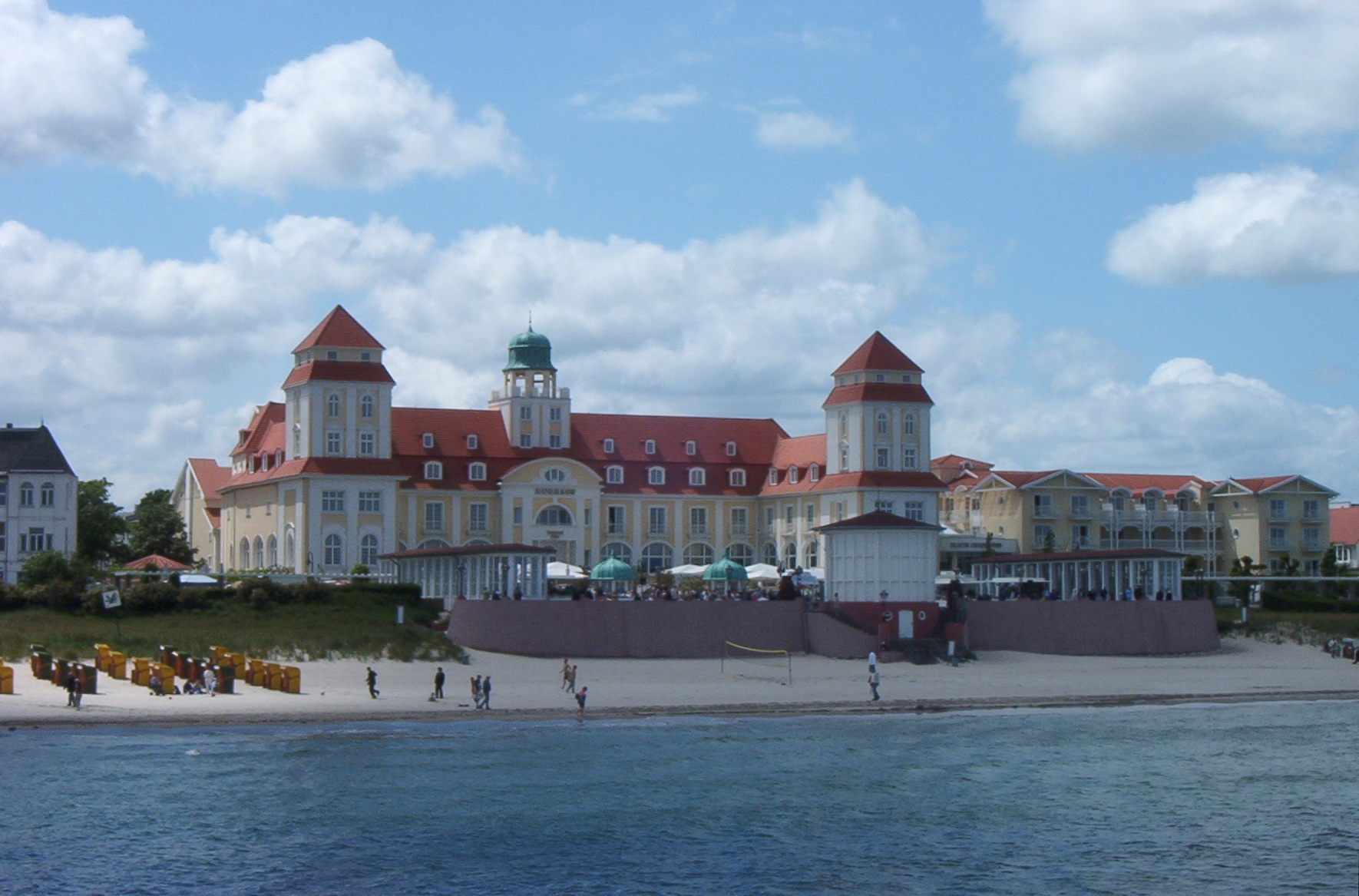
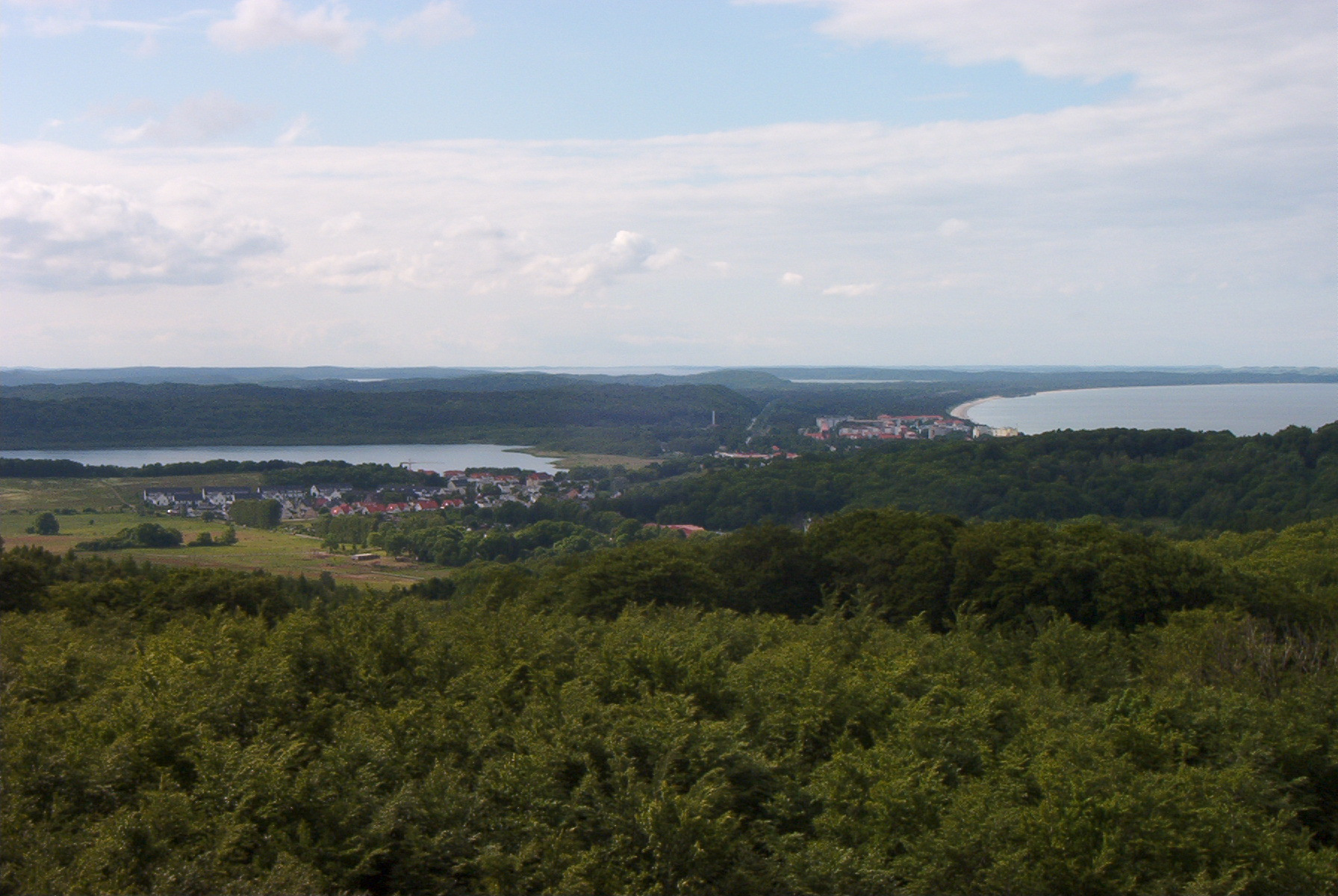
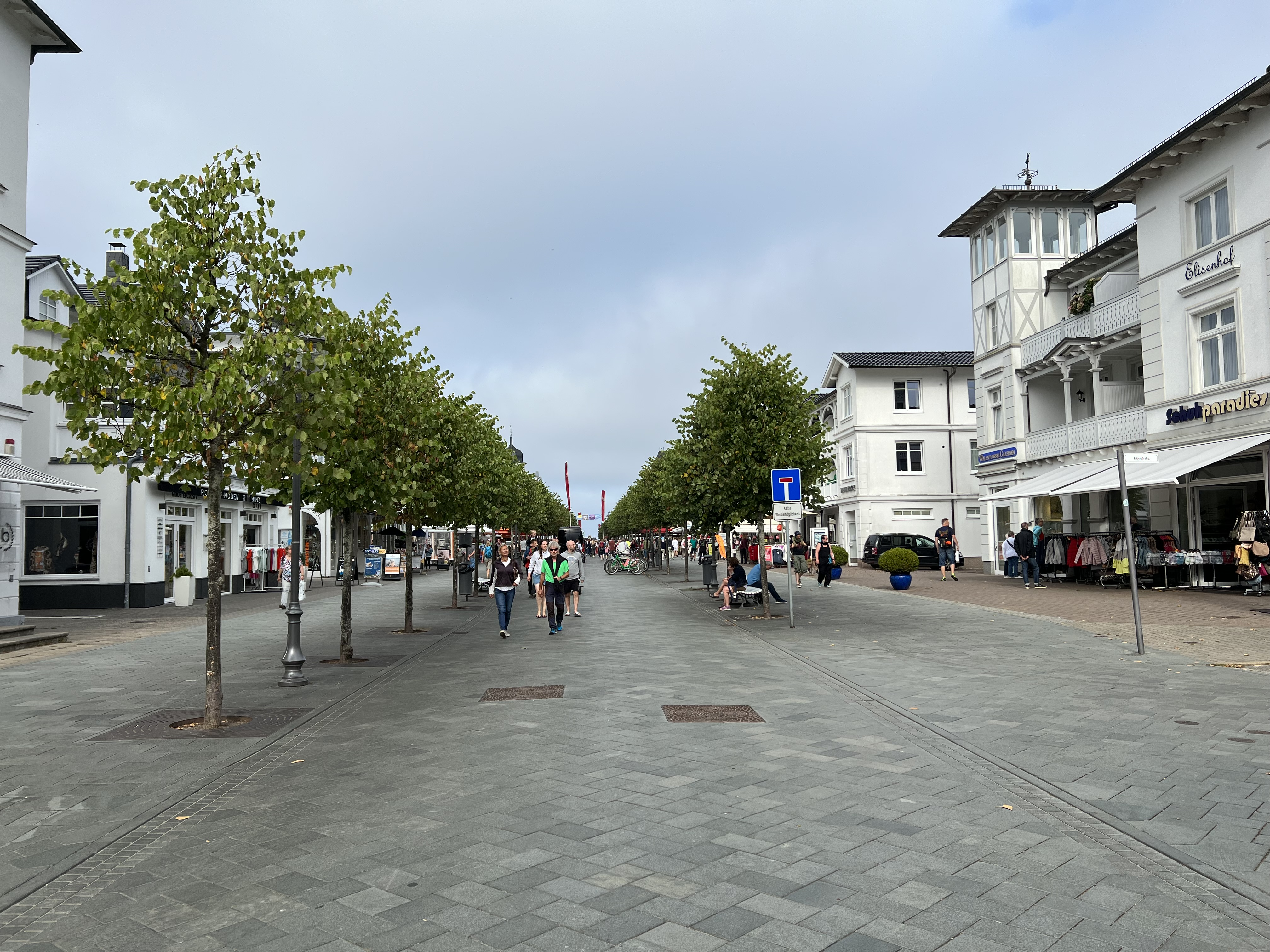
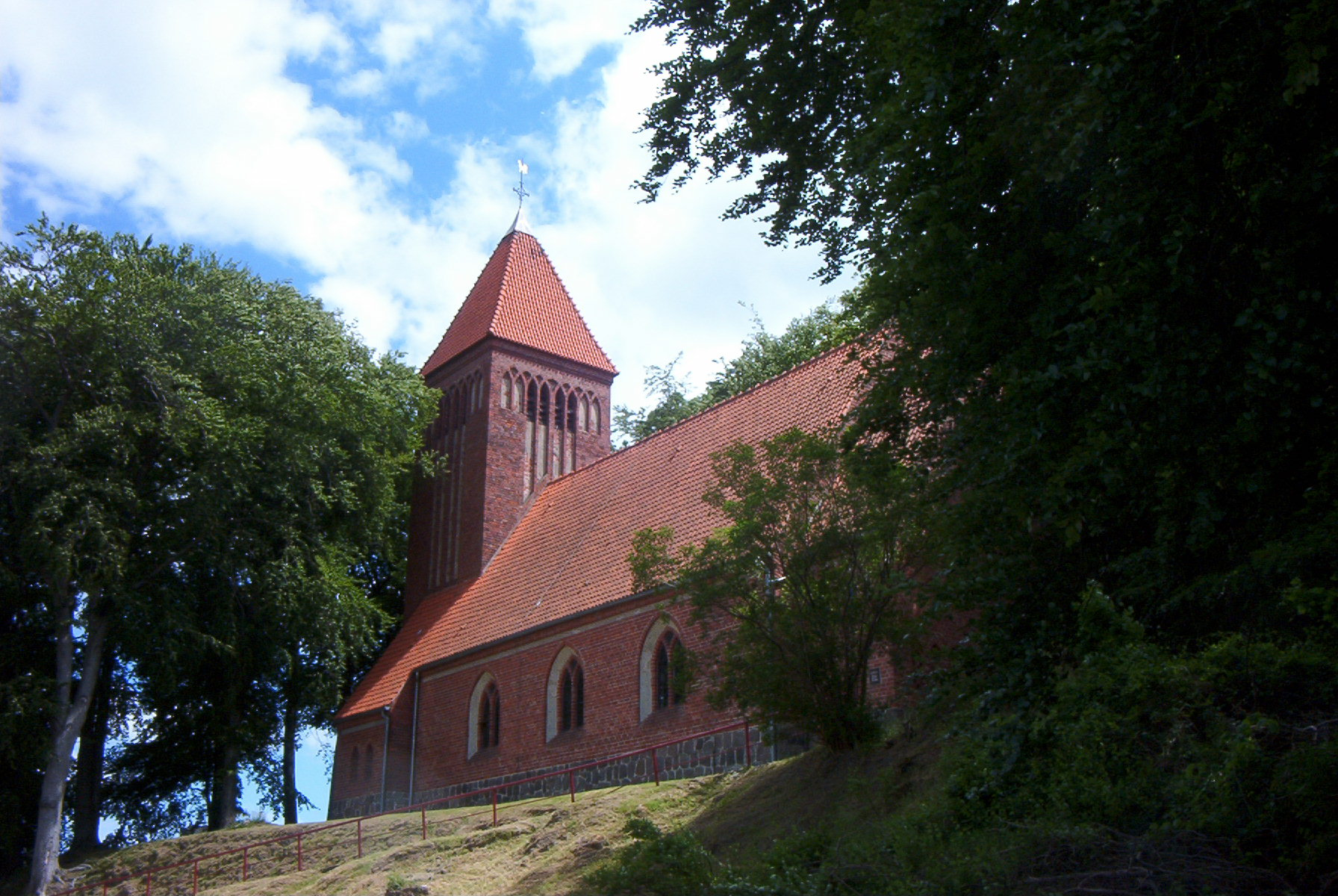
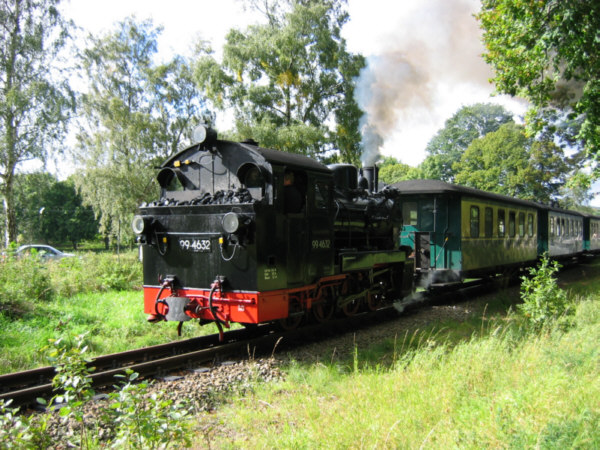
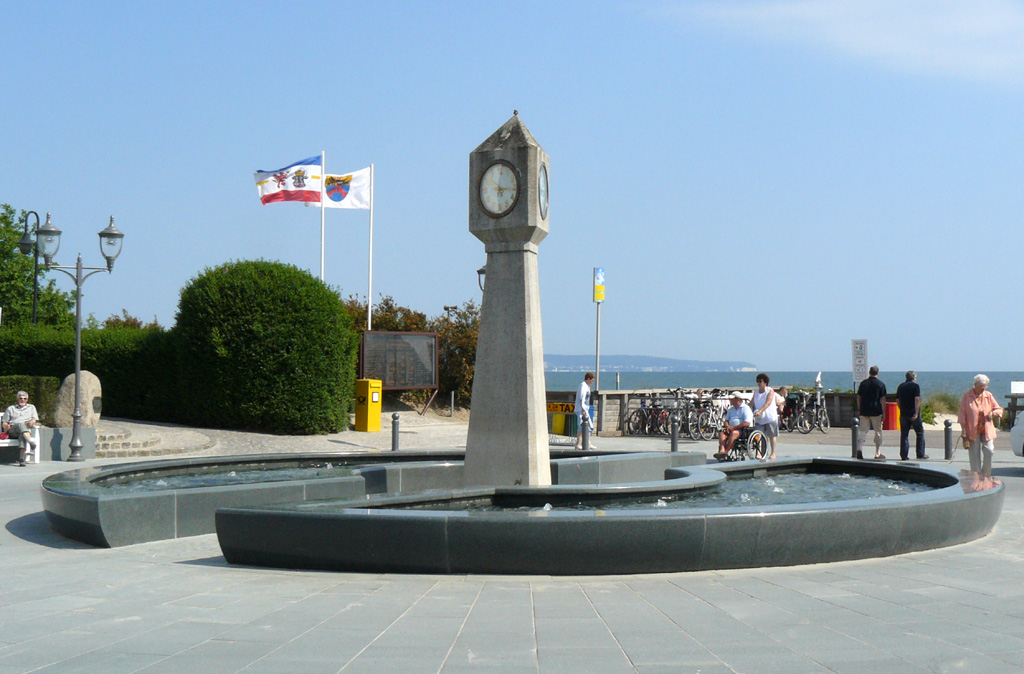

Bản mẫu:Pomerania